# ديفيد ساتشر
ديفيد ساتشر (بالإنجليزية: David Satcher) (و. 1941  م) هو طبيب أمريكي، ولد في أننيستون، هو عضوٌ في الحزب الديمقراطي الأمريكي، وهو عضوٌ في الأكاديمية الأمريكية للفنون والعلوم، وفاي بيتا كابا.

## التعليم
تعلم في جامعة كيس وسترن ريسرف.